# 埃尔皮纳尔
埃尔皮纳尔，是西班牙安达卢西亚自治区格拉纳达省的一个市镇。总面积38平方公里，
2001年普查人口總數為1088人，人口密度為每平方公里29人。